# Renan Lemmers
Renan Lemmers Vieira (Rio de Janeiro, ) é um jogador de futevôlei brasileiro. É considerado o melhor jogador de todos os tempos deste esporte.
É nascido e criado em Copacabana, no Posto 5, onde começou a ensaiar seus primeiros passos no esporte com seu amigo Antônio Carlos Sales, o "Rato". Em seguida, em 1984, foi descoberto pelo jogador de futebol profissional Edinho, seu mestre, que foi quem o colocou no hall dos grandes do Futevôlei.
Em 1985 disputou seu primeiro torneio entre os profissionais do esporte, e foi a final, jogando contra Leivinha, e Dirceu (jogador de futebol profissional). Já enturmado entre os grandes e com apenas 15 anos de idade, formou sua trinca com Ayrton e Beto Moranguinho, e no seu segundo torneio profissional sagrou-se campeão, desbancando na época a trinca formada por Leivinha/Claudinho/Ronaldinho. 
Dos 15 anos de idade até os 30 anos manteve-se invicto, ganhando todos os torneios profissionais jogando com sua equipe principal. Jogou em vários estados do Brasil e também na Europa e Estados Unidos.
Em 1993 ganhou o prêmio "Bola de Ouro", dado anualmente pela Revista Pênalti aos melhores atletas do ano em diversas modalidades esportivas.
Fez parceria com Renato Gaúcho, hoje treinador de futebol, e jogaram contra Maradona, Romário, Edmundo, Edinho e Cláudio Adão, entre outros, sempre com grandes vitórias.
Também foi craque no Beach Soccer defendendo a Seleção Brasileira por quase 10 anos, tendo marcado mais de 30 gols e conquistado três campeonatos mundiais. Jogou ao lado do Maestro Junior, além de Zico, Edinho, Cláudio Adão, Paulo Sergio, Junior Negão, Neném, Magal, Jorginho, Juninho e Robertinho.